# Virunga (film)
Virunga är en brittisk dokumentärfilm från 2014 regisserad av Orlando von Einsiedel. Filmen hade premiär 17 april 2014 vid Tribeca Film Festival. Inför Oscarsgalan 2015 nominerades Virunga i kategorin Bästa dokumentär.

## Synopsis
Filmen följer grupp skogvaktare i Virunga nationalpark i Kongo-Kinshasa som utsätts för stora risker när de försöker skydda parkens utrotningshotade gorillor. Filmen skildrar även hur Virungaparkens existens äventyras av både tjuvjägare, landets väpnade konflikter och oljeföretaget Soco Internationals närvaro.